# ГЕС Vatnsfell
ГЕС Vatnsfell — гідроелектростанція на південному заході Ісландії. Становить верхній ступінь каскаду у сточищі річки Тьйоурсау (Þjórsá), знаходячись вище від ГЕС Сігалда.
Станція працює на виході з водосховища Thórisvatn, що відіграє важливу роль у накопиченні ресурсу для роботи всього каскаду. Долину річки Kaldakvísl (права притока Тунгнаа, яка, своєю чергою, є лівою притокою Тьйоурсау) перекрили греблею висотою 30 метрів та довжиною 750 метрів, внаслідок чого з'явилось водосховище Saudafelslon. З останнього ресурс спрямували у новий дериваційний шлях по лівобережжю річки до сховища Thórisvatn, звідки відбувається сток у Тунгнаа вище від природного устя Kaldakvísl.
Крім того, у верхів'ї Тьйоурсау та на її лівих притоках спорудили ряд гребель, створений якими підпір призвів до появи кількох водойм, пов'язаних між собою каналами — системи Kvíslaveita, що здатна передавати ресурс через водорозділ до сточища Kaldakvísl та далі в озеро Thórisvatn.
Зазначені вище роботи провадились у період з 1980 по 1997 рік, а в самому кінці 1990-х у верхів'ях Kaldakvísl облаштували ще одне сховище Hágöngulón, яке забезпечує утримання додаткового ресурсу в літні місяці, коли йде активне танення льодовиків.
Під час спорудження станції Vatnsfell (1999—2001) протоку між Thórisvatn та Krokslon (водосховище на Тунгнаа, створене у 1970-х роках для ГЕС Сігалда) перегородили водоскидною греблею. Це утворило додатковий невеличкий резервуар площею поверхні 0,6 км2 і об'ємом 3,2 млн м3 та спрямувало воду в підвідний канал довжиною 0,35 км, з якого напірні водоводи ведуть до машинного залу. Останній обладнано двома турібнами типу Френсіс потужністю по 45 МВт, що забезпечують виробництво 490 млн кВт·год електроенергії на рік при напорі у 65 метрів. Відпрацьована вода повертається у протоку до Krokslon.